# Joseph Uphues
Joseph Johann Ludwig Uphues, né le 23 mai 1850 à Sassenberg et mort le 2 janvier 1911 à Berlin, est un sculpteur allemand appartenant à l'école de Berlin.

## Biographie
Après un apprentissage de menuisier, Uphues voyage entre 1868 et 1870 en Belgique et aux Pays-Bas. Il devient ensuite tailleur de pierre à Wiedenbrück, jusqu'en 1878. Cette année-là, il entre à l'académie des arts de Berlin dans l'atelier du sculpteur Reinhold Begas, et celui de Fritz Schaper. Il devient Meisterschüler de Begas en 1882, puis son assistant de 1885 à 1891. Uphues s'établit à son compte en 1892. Il devient professeur en 1899 et membre de la Sécession berlinoise.

## Quelques œuvres
- La Défense d'une Sabine (parc de Düren), 1886
- Statue d'Heinrich von Stephan au Reichspostmuseum (de) de Berlin
- Statue de Frédéric III à Bad Homburg vor der Höhe, 1890
- Statue de Guillaume Ier, sur la Kaiserplatz (de) de Düren, 1889-1891
- Monument de Bismarck (de) à Düren, 1891-1892
- Statue de Frédéric III à Wiesbaden, 1897
- Monument consacré à Othon II de Brandebourg au Tiergarten (allée de la Victoire, aujourd'hui disparu), 1898, et monument au même endroit consacré à Frédéric le Grand, 1899 (avec les bustes de Jean-Sébastien Bach et du maréchal de Schwerin)
- Monument de Johannes Müller (de) à Coblence, 1899
- Buste en bronze d'Albert Lortzing (Bad Pyrmont), 1901
- Statue de Frédéric III, dans le parc Victoria (de) à Kronberg im Taunus, 1901
- Monument dédié à Helmuth von Moltke (Mannheim), 1902
- Statue équestre de Frédéric III, sur la Luisenplatz (de) à Charlottenbourg, 1905
- Statue d'Helmuth von Moltke (Tiergarten), 1905
- Monument pour le centenaire de Schiller (Wiesbaden), 1905
- Statue de Frédéric le Grand à Schweidnitz, 1908

## Illustrations

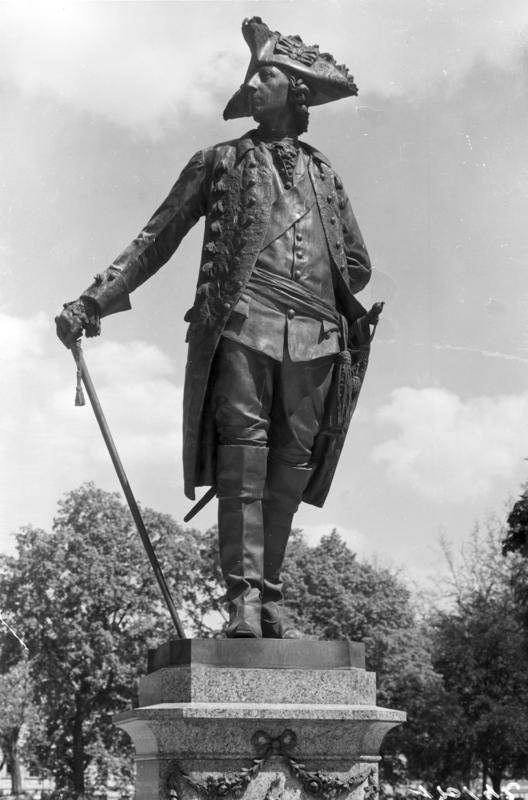
Copie en bronze (aujourd'hui détruite) à Potsdam de la statue de marbre de Frédéric le Grand de l'allée de la Victoire du Tiergarten, aujourd'hui disparue
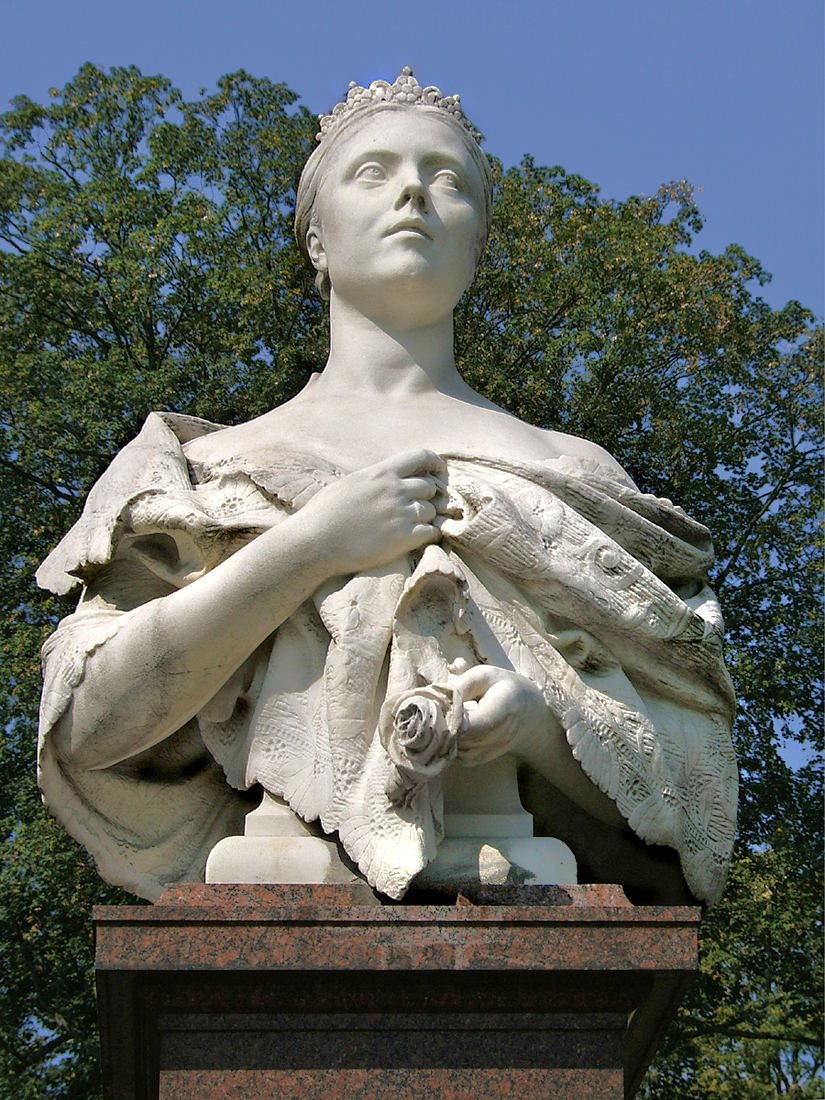
Buste de l'impératrice Frédéric dans le parc de Bad Homburg, 1902
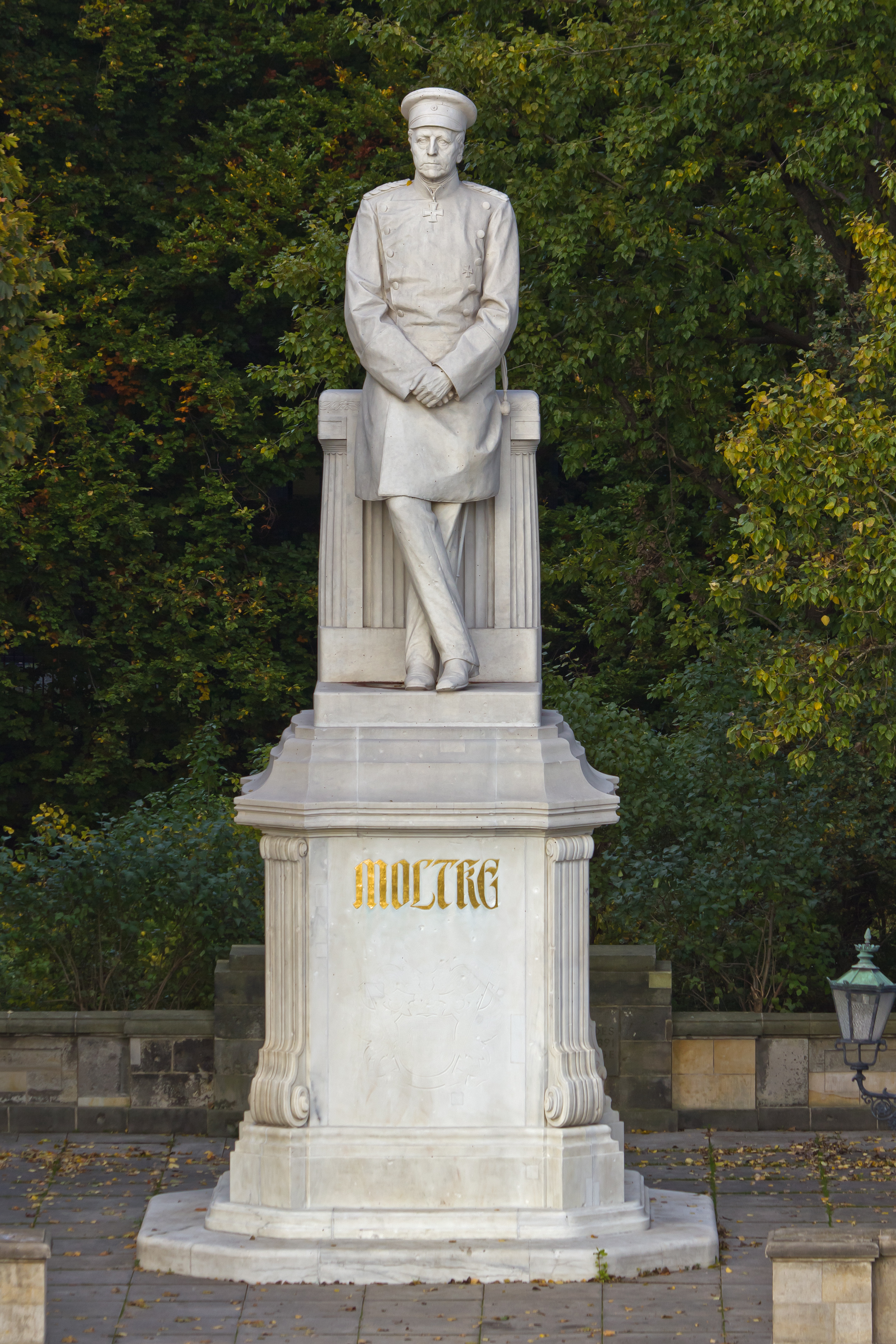
Statue de Moltke, Tiergarten, 1905
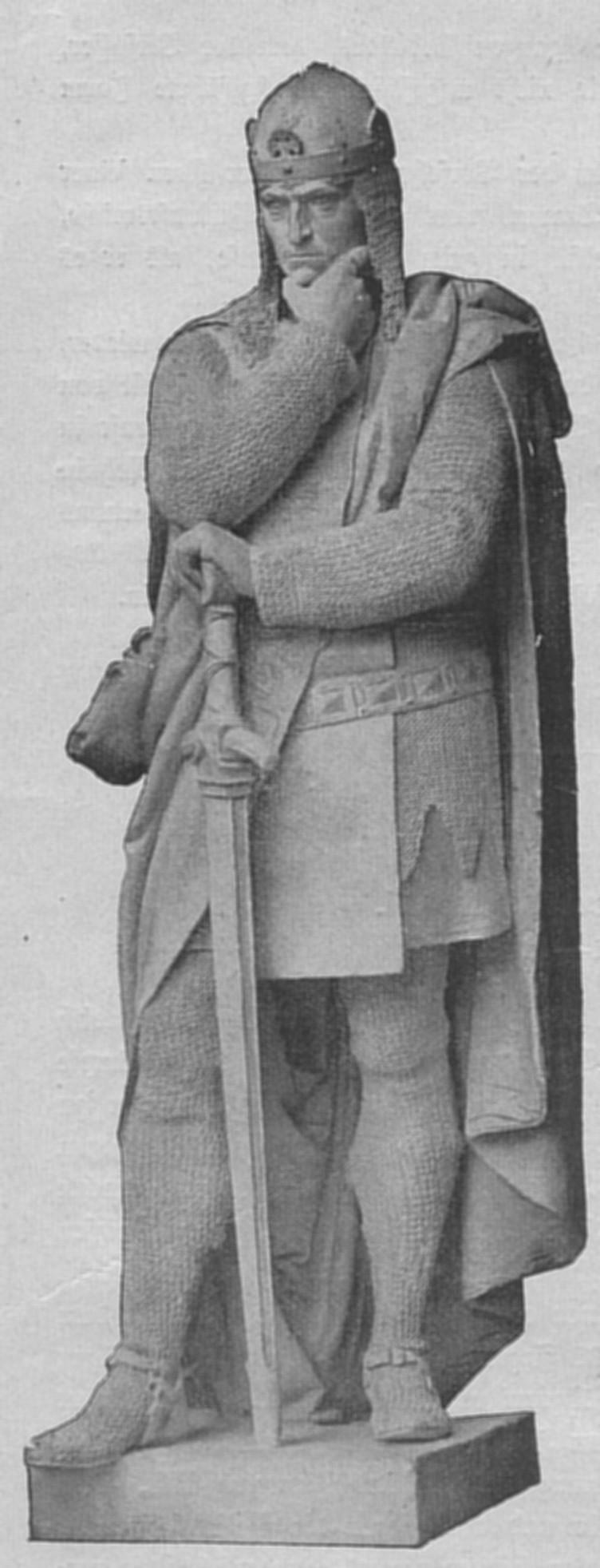
Carte postale représentant la statue d'Othon II à l'allée de la Victoire, aujourd'hui à la citadelle de Spandau et endommagée
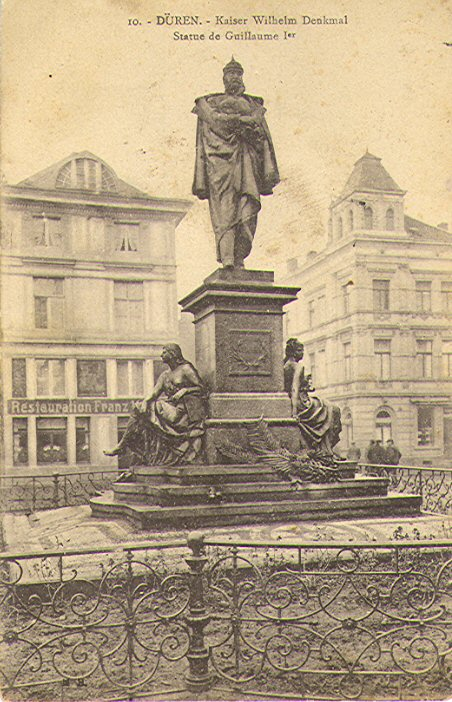
Carte postale représentant la statue (aujourd'hui disparue) de Guillaume Ier à Düren